# Percival Molson Memorial Stadium
Het Percival Molson Memorial Stadium (Frans: Stade Percival-Molson) is een multifunctioneel stadion in Montreal, een stad in Canada. 
Sir William Macdonald bood in 1911 land voor de bouw van dit stadion. Bij de bouw van het stadion was architect Percy Erskine Nobbs betrokken. Het stadion werd aanvankelijk gebouwd voor studenten van de McGill universiteit. Hoewel de opening van het stadion was op 22 oktober 1915 werden er een maand eerder al sportevenementen gehouden. Bij de officiële opening werd het stadion McGill Graduates Stadium genoemd, er waren 4.000 toeschouwers bij aanwezig, waaronder de directeur van de universiteit, Sir William Peterson. Later werd het stadion vernoemd naar Percival Molson (1880–1917), een Canadees atleet die omkwam in Frankrijk tijdens gevechten in de Eerste Wereldoorlog.
Er vonden enkele grotere evenementen plaats in dit stadion. In 1931 was het stadion gastheer van de finale van de Canadian Football League, de Grey Cup genoemd. Het hockeystoernooi van de Olympische Zomerspelen van 1976 werd gehouden in dit stadion. De atletiekclub McGill Redbirds and Martlets maakt gebruik van het stadion. De Canadian footballclub Montreal Alouettes maakt er ook gebruik van.
In het stadion ligt een kunstgrasveld van 100 bij 65 meter. Om het veld heen ligt een atletiekbaan. In het stadion is plaats voor 25.012 toeschouwers. In 2009 werd het gerenoveerd.

## Afbeeldingen

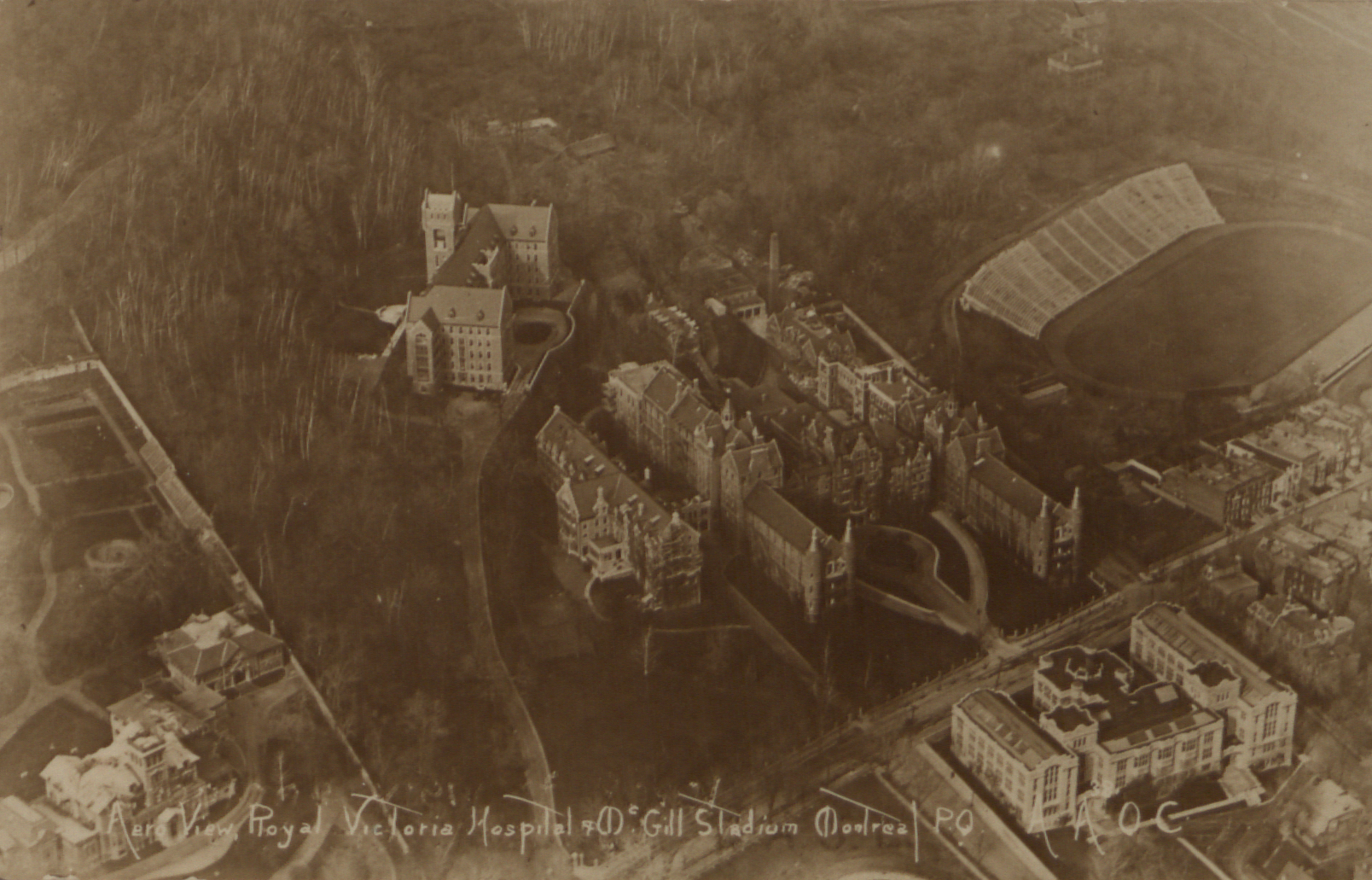
Luchtfoto van de omgeving van het stadion, behalve het stadion ook het Royal Victoria Hospital, foto gemaakt in 1921
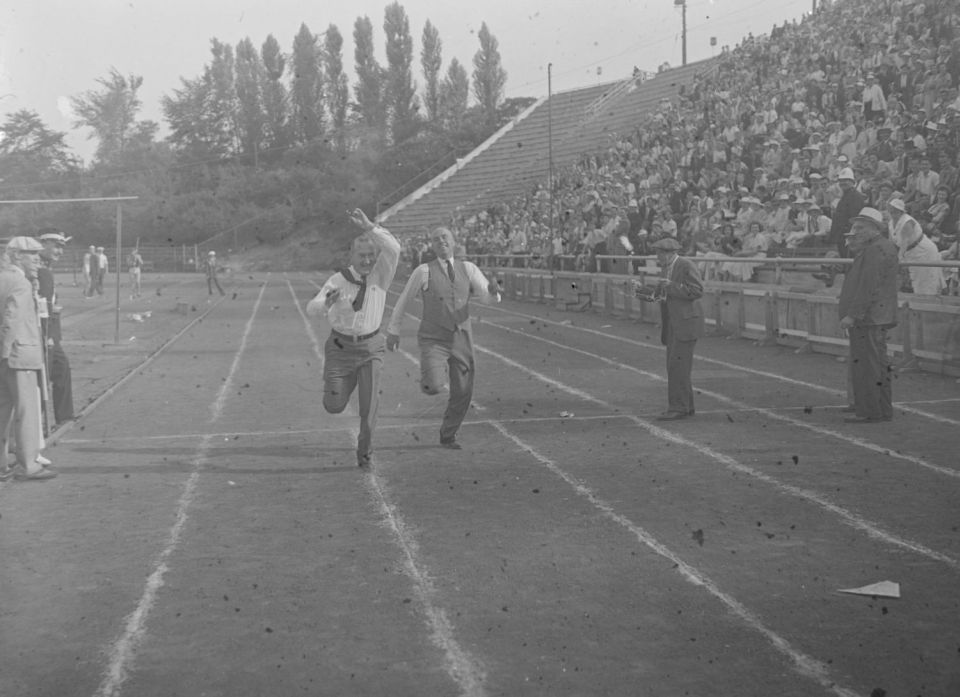
Atletiekwedstrijden in het stadion, foto gemaakt in 1936
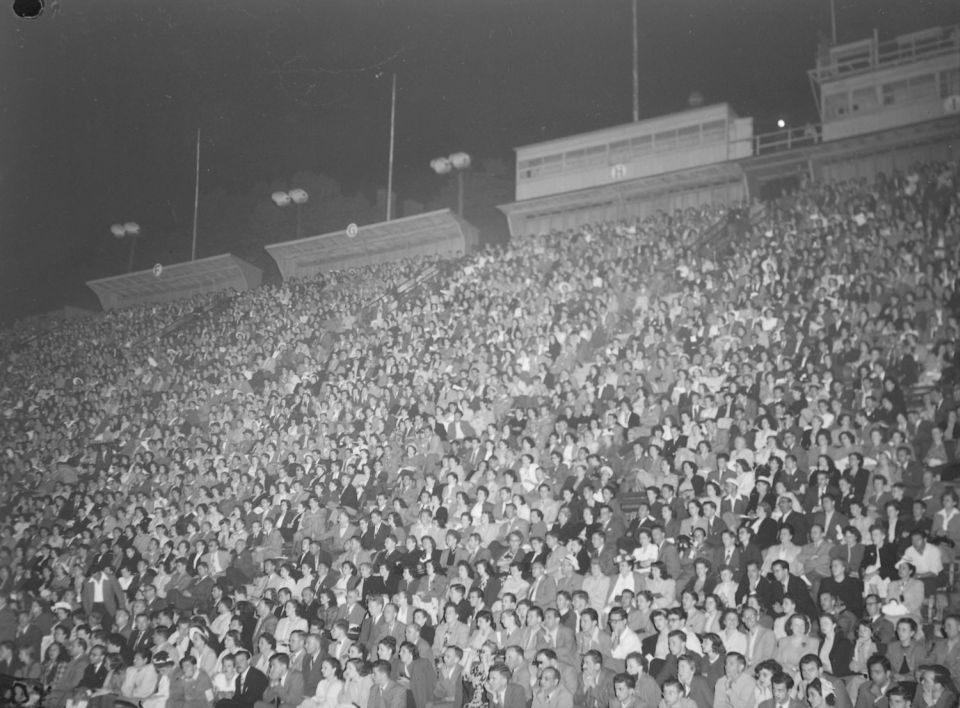
Foto van een concert in het stadion, foto gemaakt in 1948
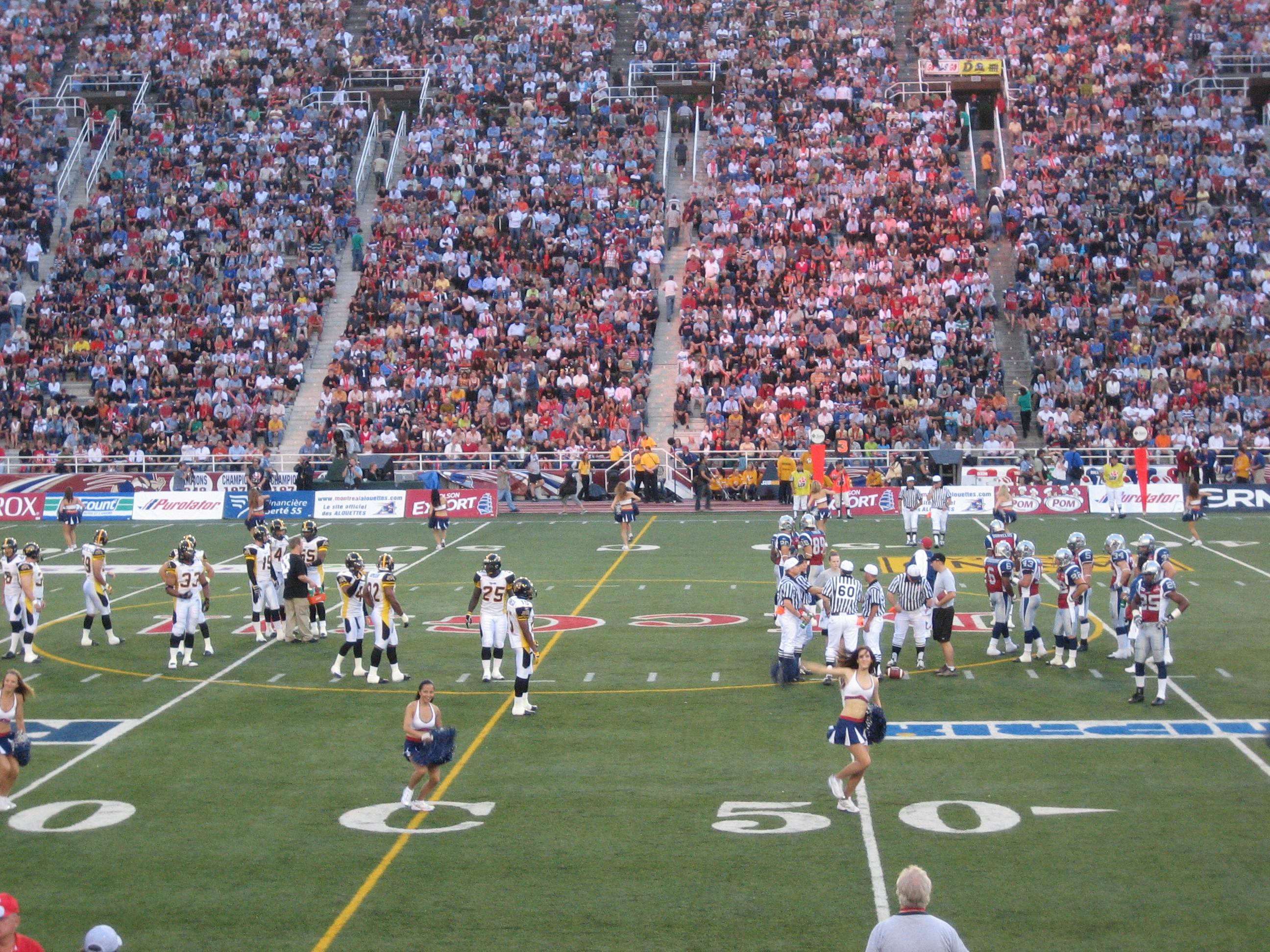
Cheerleaders tijdens de wedstrijd van de Montreal Alouettes tegen de Hamilton Tiger-Cats op 6 juli 2006.